# Ichneumon silvicola
Ichneumon silvicola är en stekelart som beskrevs av Heinrich 1934. Ichneumon silvicola ingår i släktet Ichneumon och familjen brokparasitsteklar. Inga underarter finns listade i Catalogue of Life.